# 광덕중학교 축구단
광덕중학교 축구부는 광주 FC의 U-15팀이다.

## 역사
2009년 광덕중학교의 축구부가 창단되된 이후 대회에서 우수한 성적을 이루거나, 엄원상 선수와 같은 선수들을 배출했다. K리그 참가팀인 광주 FC의 U-15팀으로 현재 활동중이다.

## 같이 보기
- 광덕중학교 (광주)
- 광주 FC
- 금호고등학교 (광주) 축구부
- 광주 FC U-12